# Râul Valea Largă, Secaș
Râul Valea Largă este un curs de apă, afluent al râului Secaș. 